# Anaxipha philifolia
Anaxipha philifolia is een rechtvleugelig insect uit de familie krekels (Gryllidae). De wetenschappelijke naam van deze soort is voor het eerst geldig gepubliceerd in 1973 door Rentz.
1. ↑  (en) Anaxipha philifolia op de IUCN Red List of Threatened Species.